# Shub-Niggurath

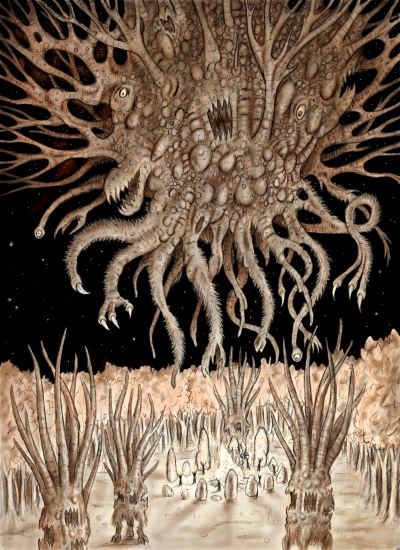
Rappresentazione artistica di Shub-Niggurath, insieme alla sua prole.

Shub-Niggurath è una divinità appartenente ai Miti di Cthulhu, nati dalla fantasia dello scrittore H. P. Lovecraft. Questa creatura viene a volte definita come “Il nero capro dei boschi dai mille cuccioli” (nonostante questo appellativo mascolino, Shub-Niggurath è, nel romanzo breve Il tumulo, chiaramente indicata come una dea).
La prima apparizione di questa divinità esterna si trova nel racconto di Lovecraft intitolato L'ultimo esperimento (1927). Shub-Niggurath è frequentemente citata anche nei lavori di altri autori, tra cui August Derleth, Robert Bloch e Ramsey Campbell. La divinità non è mai stata descritta da Lovecraft stesso, salvo qualche citazione all’interno di vari racconti.

## Il Nero Capro
Sebbene Shub-Niggurath sia spesso associata all'epiteto "Nero Capro", non è da escludere che questo capro sia in realtà un'entità separata dalla dea. Rodolfo Ferraresi, nel suo saggio The Question of Shub-Niggurath, afferma che lo stesso Lovecraft avesse separato queste due figure, come si evince per esempio in Dall'abisso del tempo (1935): in questo racconto, infatti, è spiegato che il capro altro non è che un'immagine simbolica attraverso la quale gli adepti adorano e celebrano Shub-Niggurath. 
Il nero capro potrebbe anche essere la personificazione di Pan, siccome è noto come Lovecraft fosse stato molto influenzato dalle opere di Arthur Machen, tra cui appunto il racconto The Great God Pan (1890). In questa incarnazione, il nero capro potrebbe rappresentare Satana quando assume le sembianze di un satiro, un essere metà uomo e metà caprone. Nel folklore, il satiro rappresenta un uomo con insaziabili appetiti sessuali; in quest'ottica, Shub-Niggurath potrebbe assumere l'aspetto del caprone (quindi di un animale di sesso maschile) per copulare con i suoi seguaci.

## Apparizioni

### Nelle opere di Lovecraft
Le apparizioni di Shub-Niggurath nelle opere di Lovecraft non ci offrono mai molte informazioni circa questa entità, basti pensare che ne L'orrore di Dunwich (1928), a parte la frase «Iä! Shub-Niggurath!» pronunciata da un personaggio e presente in un passo del Necronomicon riportato nel racconto, non ci viene detto altro riguardo alla dea.
Il successivo racconto in cui Lovecraft menziona Shub-Niggurath è altrettanto ermetico: in Colui che sussurrava nelle tenebre (1930), la registrazione di una cerimonia religiosa blasfema include la seguente esclamazione:
«Iä! Shub-Niggurath! Il nero Capro della foresta dalla prole innumerevole!»
Simili esclamazioni si trovano anche ne La casa delle streghe (1932) e ne La cosa sulla soglia (1933).

### Nelle revisioni
Lovecraft offre delle informazioni specifiche di Shub-Niggurath solamente nelle "revisioni", racconti pubblicati non con il suo nome, ma con quello di alcuni suoi clienti. Come fa notare Robert M. Price, Lovecraft, per questi clienti, costruì un ciclo di miti parallelo, un gruppo separato di Dei Esterni, inclusi Yig, Ghatanothoa, Rhan-Tegoth, Nug e Yeb e Shub-Niggurath.
Ne L'ultimo esperimento, la prima menzione di Shub-Niggurath sembra connettere la dea a Nug e Yeb:
(Lovecraft, L'ultimo esperimento, 1927)
In K'n-yan (1930), che racconta della scoperta di un omonimo regno sotterraneo ad opera di un conquistador spagnolo, si narra di un tempio dedicato a Tsathoggua che era stato convertito in un tempio per Shub-Niggurath, definita come la madre e la moglie di "Colui che non deve essere nominato". Questa divinità era paragonabile ad Astarte, e il suo culto considerava estremamente detestabile il credo cattolico.
Il riferimento ad Astarte, consorte di Baal nella mitologia semitica, collega Shub-Niggurath alla dea della fertilità Cibele, la Magna Mater menzionata ne I topi nel muro (Lovecraft, 1923), e implica che la "grande madre" adorata dal culto di Exham Priory citato in quel racconto non possa essere altro che Shub-Niggurath stessa.
È difficile capire chi sia "Colui che non deve essere nominato", di cui Shub-Niggurath sarebbe la moglie; August Derleth identifica la misteriosa entità con Hastur, mentre per Robert M. Price si tratterebbe di Yog-Sothoth oppure Yig, il dio-serpente.
Infine, in Dall'abisso del tempo (1933), ambientato in una parte del continente perduto di Mu, Lovecraft descrive il personaggio di T'yog:
(Lovecraft, 1927)
Nel racconto, T'yog afferma che la dea Shub-Niggurath è amica dell'umanità e pronta a proteggerla dalle altre divinità ostili, tra cui Ghatanothoa. Shub-Niggurath è chiamata la "Dea Madre", e Nug e Yeb sono probabilmente i suoi figli.

### Nelle opere di altri autori
Robert BlochÈ nelle opere di Bloch che si parla per la prima volta dei Cuccioli Oscuri di Shub-Niggurath: si tratta di un insieme di orribili mostri neri come la pece, apparentemente composti da tentacoli nodosi. Sono alti dai quattro ai sei metri e si reggono su un paio di gambe tozze. Una massa di tentacoli spunta dal loro tronco, laddove dovrebbe esserci la testa, mentre i loro fianchi sono coperti da fauci raggrinzite. Questi mostri hanno una silhouette che ricorda molto quella di un albero, anche se emanano un terribile tanfo, simile a quello di una tomba scoperchiata. Dimorano nelle foreste in cui è vivo il culto di Shub-Niggurath. L'Oscura Prole spesso presidia i luoghi di culto mentre si svolgono le cerimonie in onore di Shub-Niggurath. Il Libro di Eibon spiega che per evocare queste creature occorre sacrificare delle vittime su altari di pietra in piena notte nel profondo delle foreste.
Ramsey CampbellNel racconto The Moon Lens, il villaggio inglese chiamato Goatswood è abitato da adoratori di Shub-Niggurath. Per premiare gli adepti più fedeli, la divinità fa organizzare una cerimonia in cui l'iniziato viene ingoiato dalla "Nera Capra" che in seguito lo rigurgita trasformato in un essere immortale simile a un satiro.
Gary MyersNel racconto intitolato What Rough Beast, Shub-Niggurath è considerata come la madre di tutti gli dèi.
Stephen KingNel racconto L'orrore di Crouch End la protagonista, dopo essere divenuta folle, prende l'abitudine di scrivere sui muri della propria casa proprio la frase "Attenti alla Capra dai Mille Piccoli".

### Nella cultura di massa
- In Shoggoth's Old Peculiar (1998) di Neil Gaiman, "Shub Niggurath" è  un bed and breakfast sul mare.
- Nel fumetto Hellboy di Mike Mignola, i protagonisti devono vedersela con Ogdru Jahad e la sua progenie, che ricorda da vicino Shub-Niggurath e la sua prole.
- Nel videogioco Quake, Shub-Niggurath è il boss finale del gioco, uno spaventoso essere immobile con tre grandi corna, responsabile dell'invasione della Terra.
- "Shub-Niggurath" è  il nome di una band musicale francese e di un gruppo death metal messicano.
- Nel film Atomik Circus - Il ritorno di James Bataille (2004), le creature aliene sono chiamate Shub-Niggurat.
- Nel gioco online Arcane: The Stone Circle compare Shub-Niggurath durante la scena finale dell'ottavo episodio.
- La band death metal dei Behemoth ha scritto un brano strumentale intitolato The Goat With A Thousand Young e inserito nell'album Demonica.
- Il terzo album dei Morbid Angel, intitolato Covenant, presenta una canzone dedicata a Shub-Niggurath intitolata Angel of Disease.
- Nel primo album dei belgi Enthroned Prophecies of Pagan Fire si parla di Shub-Niggurath nel brano At Dawn of a Funeral Winter
- La canzone Six-Gun Gorgon Dynamo dei The Darkest of the Hillside Thickets parla di Shub-Niggurath.
- Il brano The Black della band black metal Marduk parla di Shub-Niggurath e il testo presenta la frase "the black goat of the woods with a thousand young".
- Nel gioco Borderlands: The Pre-Sequel si trovano delle aberrazioni chiamate Shuggurath, probabilmente ispirate all'oscura divinità.
- Nella light novel Overlord il protagonista Ainz Ooal Gown utilizza un incantesimo chiamato "Iä! Shub-Niggurath!", uccidendo 70 000 soldati da cui poi nasceranno 5 creature nere ed altissime con 5 zampe ovine, svariate bocche e tentacoli, chiamate dallo stesso Ainz come agnelli o Neri Capri.
- Nel videogioco South Park: Scontri Di-retti, Shub-Niggurath compare come boss alla stazione di polizia, un essere che attacca con estrema potenza e che per essere sconfitto bisognerà nutrirlo con della carne bianca.
- Nel manga L'innominabile sorella dell'autrice Pochi Ida, la protagonista femminile Chiyo cita l'opera di Lovecraft denominadosi "Capro nero dei boschi dai mille cuccioli".
- nel film La setta di Michele Soavi, un personaggio invoca Shub-Niggurath durante la scena di un sacrificio umano, riferendosi a lei anche con il nome di “grande capro nero dei boschi".
- Nel videogioco  Alone in the Dark (2024), Shub-Niggurath è la creatura al centro dei riti di Derceto e il boss finale del gioco.

## L'interpretazione di Robert M. Price
Robert M. Price ritiene che Lovecraft abbia trovato lo spunto per ideare la dea Shub-Niggurath nel racconto di Lord Dunsany intitolato Idle Days on the Yann:
Lord Dunsany infatti cita una divinità chiamata "Sheol Nugganoth", un nome con evidenti assonanze con Shub-Niggurath. Price nota altresì che "Sheol" è una parola che appare sia nella Bibbia che nell'Epopea di Gilgamesh, e che indica l'aldilà.